# Soebandrio
Soebandrio (Malang, 15 september 1914 - Jakarta, 3 juli 2004) of Subandrio, was minister van Buitenlandse Zaken van Indonesië tussen 1957 en 1966.
Soebandrio was gedurende bijna tien jaar minister van buitenlandse zaken van Indonesië, in de periode van de geleide democratie onder president Soekarno. Hij was minister in de kabinetten Djoeanda, Kerja I, II, III en IV en Dwikora I en II. Tijdens de termijn van dat laatste kabinet werd hij, na de Supersemar, gevangengenomen en ter dood veroordeeld vanwege vermeende betrokkenheid bij de staatsgreep (Kudeta) van 1965. Drie dagen voor de terechtstelling verzocht de Engelse koningin Elisabeth om gratie voor Soebandrio, die hem verleend werd. Hij zat uiteindelijk bijna 30 jaar in de gevangenis. In 1995 werd hij vrijgelaten vanwege zijn slechte gezondheid.